# Samuel Pype
Samuel Pype (29 maart 1997) is een Belgisch kajakker.

## Levensloop
In 2019 werd hij in Bosnië en Herzegovina wereldkampioen 'teams' bij de U23 en in 2022 behaalde hij samen met Léo Montulet en Joren Bogaerts brons in de sprint (teams) op het wereldkampioenschappen in het Franse Treignac.
Pype is aangesloten bij Liry Kayak Club uit Chiny.